# Temple Bruer with Temple High Grange
Temple Bruer with Temple High Grange est une paroisse civile du Lincolnshire, en Angleterre.